# Томпкинс-сквер-парк
То́мпкинс-сквер-парк (англ. Tompkins Square Park) — общественный парк в микрорайоне Ист-Виллидж городского округа Манхэттен в Нью-Йорке. Площадь парка составляет 42 000 м². Парк имеет квадратную форму: на севере он граничит с 10-й улицей, на востоке — с Авеню B, на юге — с Восточной 7-й улицей, на западе — с Авеню A и с Сейнт-Маркс-плейс.

## История
Томпкинс-сквер-парк расположен на участке земли около Ист-Ривер, на котором ранее находились марши и открытые луга. Парк был назван в честь американского вице-президента Даниэля Томпсона (1774—1825), в период с 1807 по 1817 год занимавшего должность губернатора штата Нью-Йорк. Парк был открыт в 1850 году.
В 1857 году в парке произошли столкновения между полицией и иммигрантами, протестовавшими против безработицы и недоедания. В 1863 году парк стал местом Нью-Йоркских бунтов из-за призыва. 13 января 1874 года Томпкинс-сквер-парк опять стал местом кровавых столкновений между нью-йоркскими безработными и полицией. В 1877 году 5 000 ньюйоркцев, собравшихся послушать коммунистические революционные речи, подверглись атаке со стороны американской Национальной гвардии.

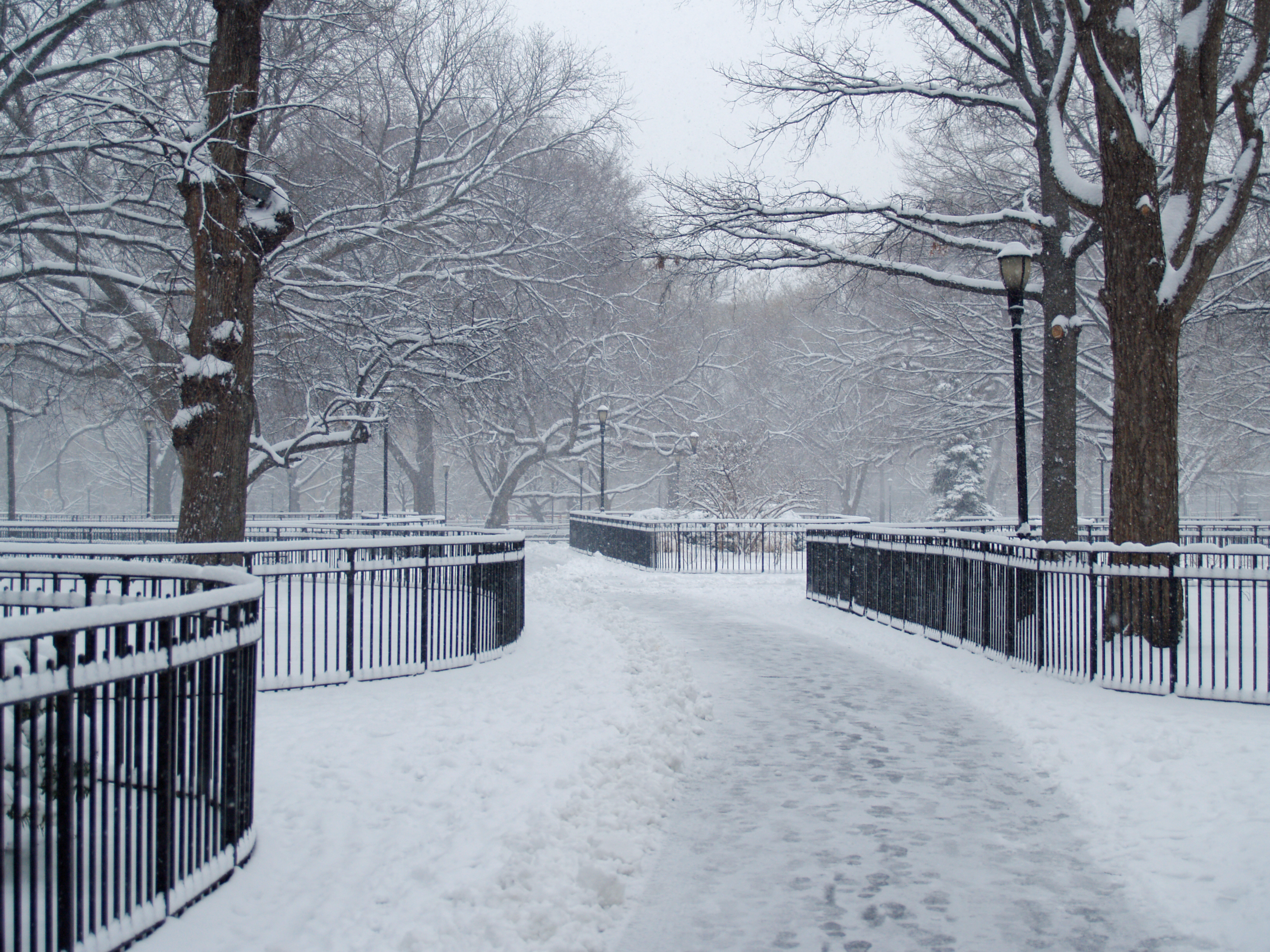
Снег в феврале 2008 года

В середине XIX века на территории парка находился большой плац, на котором проходили строевое обучение солдаты Национальной гвардии Нью-Йорка. Современная планировка парка была создана Робертом Мозесом в 1936 году. Она была рассчитана на то, чтобы разделять и управлять толпами, которые начиная с 1870-х годов периодически собирались в парке для протестов и демонстраций. Подобная планировка пришлась на руку американским властям когда в 1960-е годы парк стал ареной для демонстраций против войны во Вьетнаме.
К началу 1980-х годов Томпкинс-сквер-парк стал для многих ньюйоркцев синонимом всёвозрастающим социальным проблемами города. В это время парк превратился в опасную криминогенную зону, стал местом обитания городских бомжей, центром торговли наркотиками и местом сборища наркоманов.
В августе 1988 года в парке произошли столкновения между нью-йоркской полицией и бомжами. Когда полиция попыталась выдворить обитавших в парке бездомных, они оказали сопротивление. В результате 44 человека получили ранения. Во время полицейской операции против бездомных проводившейся в ночь с 6 на 7 августа 1988 года, на сторону протестующих бомжей встали политические активисты и просто прохожие. Полицейские отряды полностью окружили и атаковали находившуюся в парке огромную толпу. Бо́льшая часть совершённого насилия была заснята и показана в новостях на нью-йоркских телеканалах. В результате был начат судебный процесс против нью-йоркской полиции, но все проходившие по нему полицейские были оправданы.

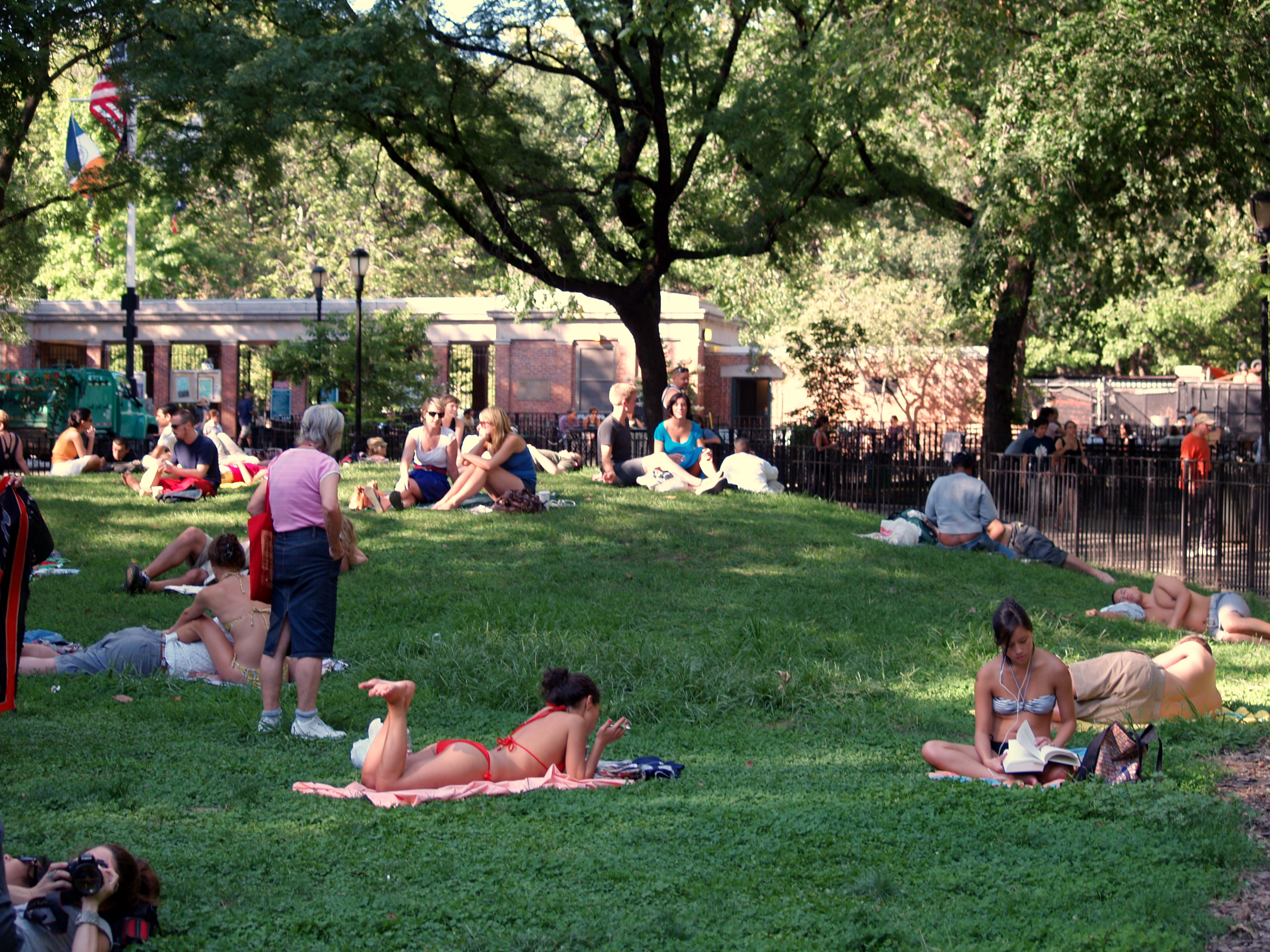
Отдыхающие и загорающие люди в Томпкинс-сквер-парке

В период с 3 июня 1991 по 25 июля 1992 года парк был закрыт для реновации, в ходе которой с его территории были выдворены все бездомные. В 1990-е — 2000-е годы, в результате джентрификации Ист-Виллидж и после эвакуации бездомных, Томпкинс-сквер-парк сильно изменился. На сегодняшний день на его территории располагаются спортивные площадки для баскетбола и гандбола, специально оборудованные места для игры в шахматы под открытым небом. Парк пользуется популярностью как среди студентов и молодых семей, так и среди пенсионеров и туристов со всего мира. Однако, как заметил один из журналистов «New York Times», парк в настоящее время представляет собой «потерянное место, окружённое стерильным и неинтересным городским районом».

## Достопримечательности

### Фестивали
В парке ежегодно проводится драг-фестиваль Wigstock, который в настоящее время является частью Howl Festival. Другим важным мероприятием является The Charlie Parker Jazz Festival, проводимый в память бывшего знаменитого жителя Авеню B джаз-музыканта Чарли Паркера. С 2007 года также начал проводиться фестиваль New Village Music Festival, в котором принимают участие нью-йоркские музыканты, представляющие самые разные жанры музыки.

### «Дерево Харе Кришна»

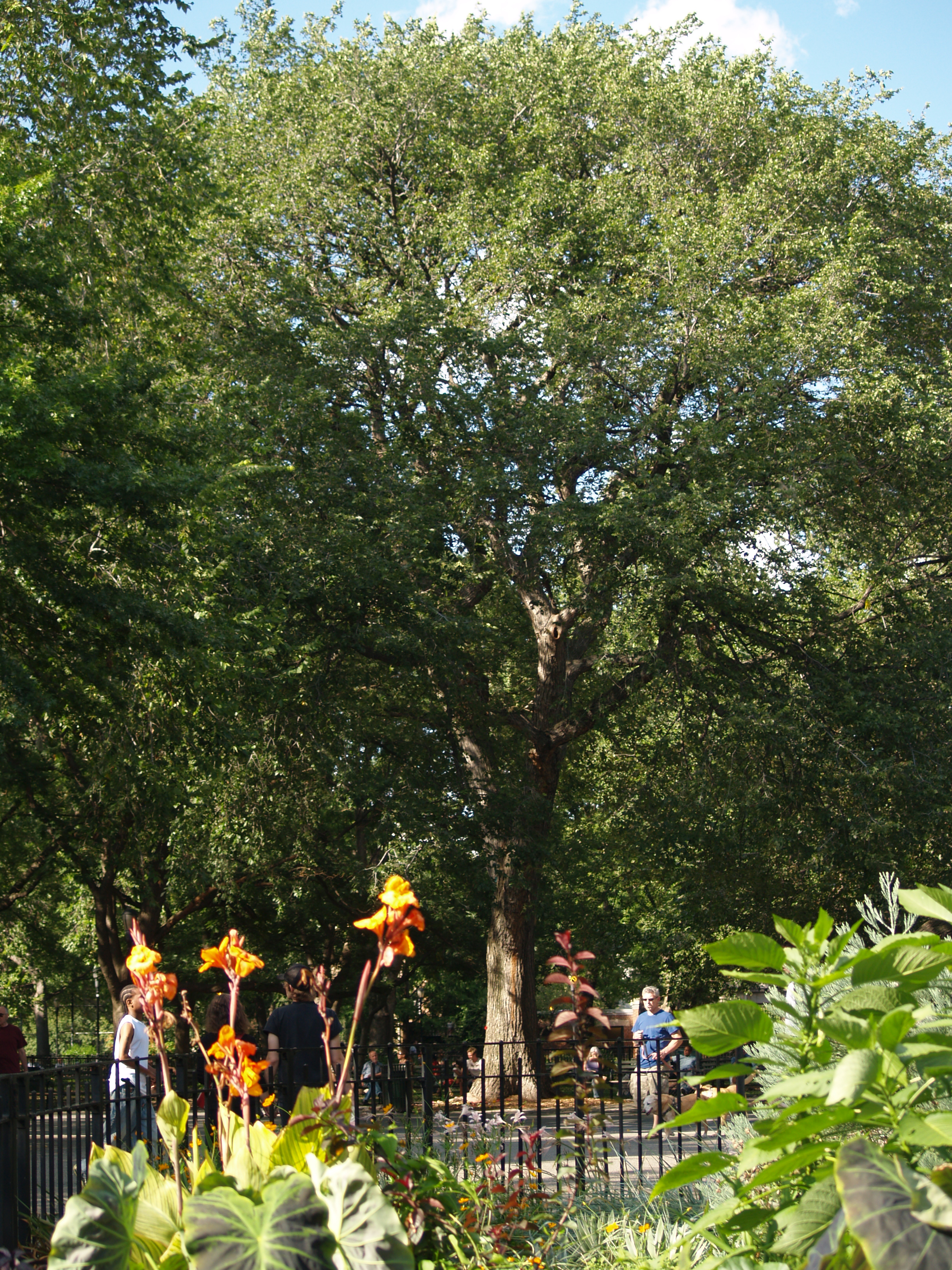
Дерево Харе Кришна

Одно из вязовых деревьев парка имеет особое значение для кришнаитов. Оно расположено в самом центре парка, поблизости от расставленных полукругом скамеек. Именно под этим деревом 9 октября 1966 года индуистский вайшнавский гуру и основатель Международного общества сознания Кришны Бхактиведанта Свами Прабхупада впервые на Западе провёл публичный киртан с пением мантры «Харе Кришна». Одним из участников церемонии был известный американский поэт Аллен Гинзберг. Это событие положило начало распространению традиции гаудия-вайшнавизма в США и других западных странах. С тех пор, это вязовое дерево почитается кришнаитами как имеющее особое значение и является местом паломничества. 18 ноября 2001 года, в годовщину смерти Бхактиведанты Свами Прабхупады, по распоряжению мэра Нью-Йорка Рудольфа Джулиани городской Департамент парков и мест отдыха установил под деревом мемориальную доску со следующей надписью:

Одной из основных отличительных черт Томпкинс-сквер-парка является коллекция деревьев американского вяза (Ulmus americana). Один из вязов парка, расположенный в его центре около расставленных полукругом скамеек, имеет особое значение для приверженцев религии кришнаизма. Вскоре после прибытия в Соединённые Штаты в сентябре 1965 года, индийский духовный лидер А. Ч. Бхактиведанта Свами Прабхупада (1896—1977) основал в Нью-Йорке Международное общество сознания Кришны. Сначала его базой был бывший магазин на пролегающей неподалёку Второй авеню, который он использовал как американскую штаб-квартиру своего Общества. Осенью 1966 года Прабхупада собрался вместе со своими учениками в Томпкинс-сквер-парке с целью познакомить Ист-Виллидж с мантрой из 16 слов, которая была отличительной особенностью группы:

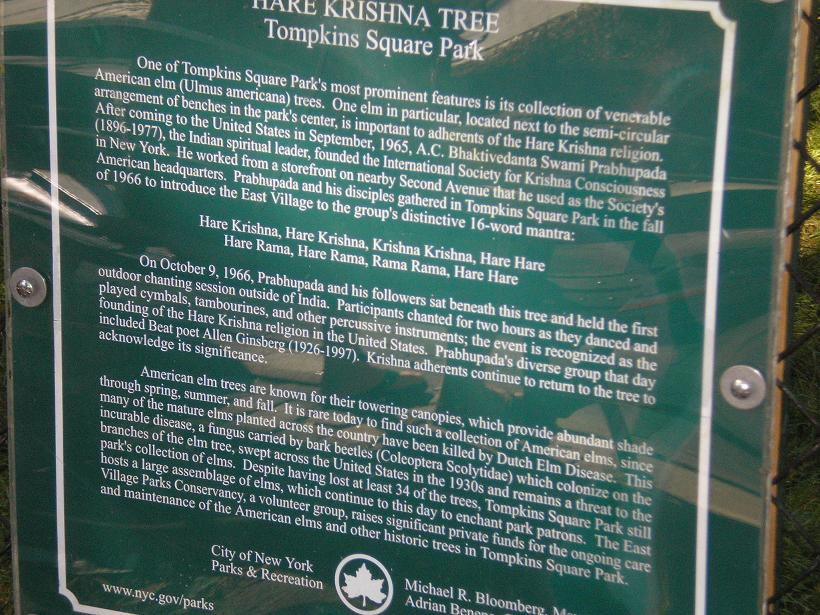
Мемориальная доска под «деревом Харе Кришна»

Харе Кришна, Харе Кришна, Кришна Кришна, Харе Харе 
 Харе Рама, Харе Рама, Рама Рама, Харе Харе
 
9 октября 1966 года, Прабхупада и его последователи, усевшись под этим деревом, впервые совершили обряд воспевания за пределами Индии. Участвующие пели в течение двух часов, танцуя и играя на цимбалах, тамбуринах и других ударных инструментах. Считается, что это событие ознаменовало основание религии кришнаизма в Соединённых Штатах. В этот день, среди участников разнообразной группы Прабхупады был поэт-битник Аллен Гинзберг (1926—1997). Признавая значение этого дерева, последователи Кришны продолжают приходить к нему и оказывать ему почтение.

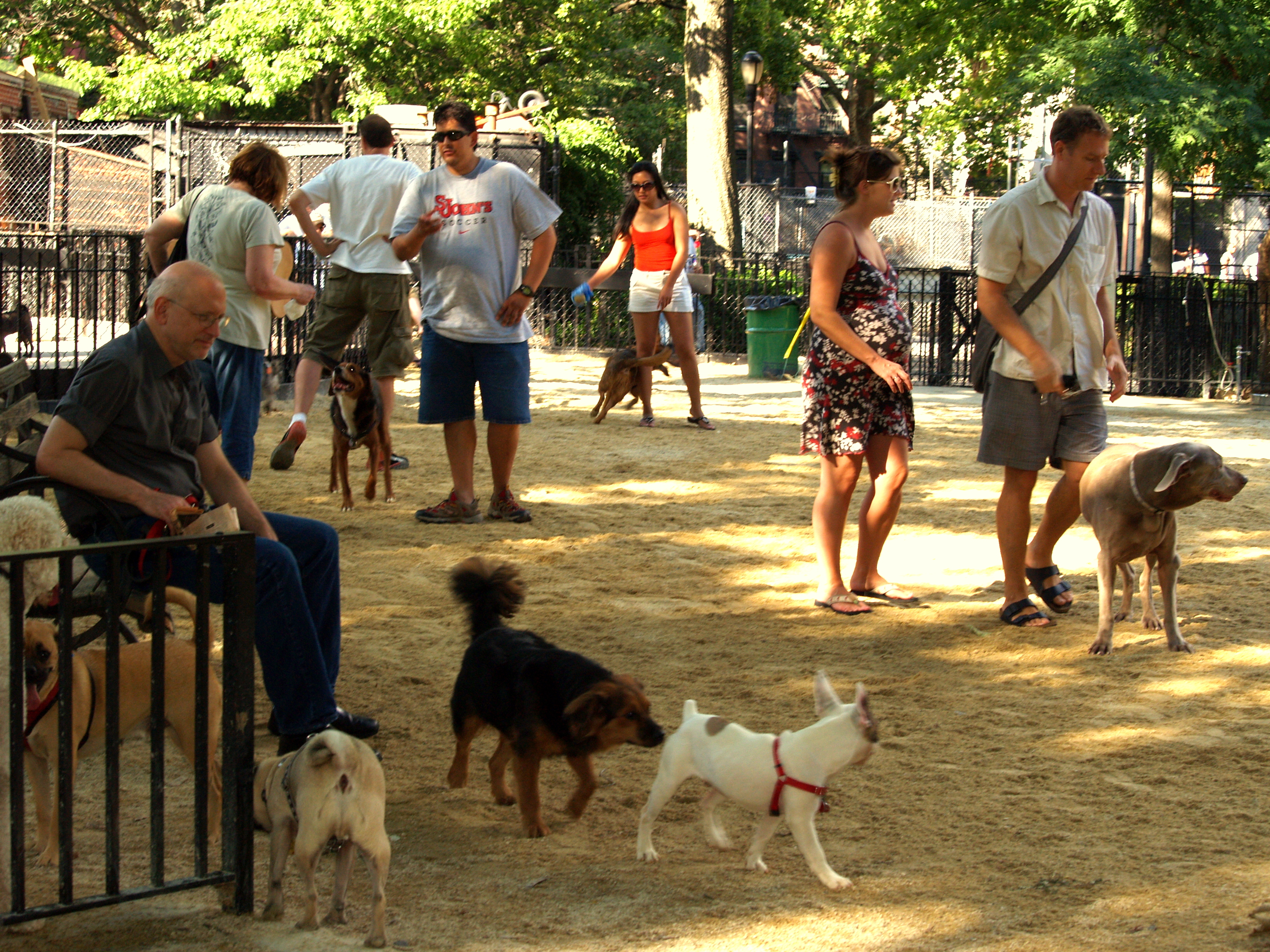
Площадка для собак после реновации.

### Площадка для собак
В Томпкинс-сквер-парке была создана первая в Нью-Йорке площадка для собак, которая обошлась в 450 000 долларов США. Деньги поступили от частных жертвователей и от мэрии города.
Для того, чтобы собрать средства на поддержание площадки для собак, в парке проводится самый большой Хеллоуин для собак в США. Каждый год в нём принимают участие более четырёхсот наряженных на Хеллоуин собак и около 2000 зрителей.

### Памятники
В северной части парка находится монумент в память жертв крушения парохода «Генерал Слокам», произошедшего 15 июня 1904 года. До террористических атак 11 сентября 2001 года это было бедствие с самым большим количеством жертв за всю историю Нью-Йорка. Более 1000 человек, в основном немецких женщин-иммигранток с детьми, утонули в Ист-Ривер в этот день. Эта катастрофа была увековечена в романе Джеймса Джойса «Улисс». Впоследствии, район вокруг парка, ранее называвшийся «маленькой Германией», прекратил своё существование после того, как проживавшие там немецкие семьи покинули его. Тем не менее, в районе парка существует несколько настоящих немецких пивных, в которых можно посмотреть европейский футбол.
В юго-восточном углу парка стоит памятник американскому политику и конгрессмену Сэмюэлю Коксу (англ., 1824—1889), который был членом Палаты представителей от штатов Огайо и Нью-Йорк, а также послом США в Турции в 1885—1886 годах.